# محمد المخيني
محمد حمد المخيني، هو لاعب كرة قدم عماني، من مواليد 2 ديسمبر 1982، يلعب في صفوف نادي صور.

## روابط خارجية
- محمد المخيني على موقع الاتحاد الدولي (مؤرشف)  (الإنجليزية)
- محمد المخيني على موقع قاعدة بيانات كرة القدم.إي يو (الإنجليزية)
- محمد المخيني على موقع ناشيونال فوتبول تيمز (الإنجليزية)
- محمد المخيني على موقع Soccerway.com (الإنجليزية)
- محمد المخيني على موقع كووورة